# Oriano sopra Ticino
Oriano è una località del comune italiano di Sesto Calende posta a nordest del centro abitato verso Mercallo.

## Storia
Oriano era un piccolo centro abitato di antica origine, sede di parrocchia, appartenente alla pieve di Angera della Provincia di Milano.
Il territorio comunale si espanse nel 1751 alloquando il governo di Maria Teresa gli annesse il confinante villaggio di Oneda, portando l'insieme a 198 abitanti. Nel 1786 Oriano con Oneda entrò per un quinquennio a far parte dell'effimera Provincia di Varese, per poi cambiare continuamente i riferimenti amministrativi nel 1791, nel 1798 e nel 1799. Alla proclamazione del Regno d'Italia nel 1805 risultava avere 230 abitanti, mentre nel 1853 raggiunse 292 residenti.
All'Unità d'Italia (1861) Oriano contava 350 abitanti, marcando una significativa vivacità demografica. Nel 1863 cambiò nome in Oriano sopra Ticino per ordine della sottoprefettura varesina. Il comune venne soppresso nel 1869 e aggregato al comune di Sesto Calende.